# مکس ون هرک
مکس ون هرک (متولد ۳ دسامبر ۱۹۹۸) یک فوتبالیست حرفه‌ای هلندی می باشد که در حال حاضر به نام دروازه‌بان برای باشگاه فوتبال توپ اوس در لیگ دسته اول هلند بازی می‌کند. 

## حرفه باشگاهی
فن هرک کار خود را در باشگاه بومی وی وی اسپیریت شروع کرد و ۱۵سال را در آن مکان گذراند تا اینکه در ماه ژانویه ۲۰۲۰ با قابل فروش آزاد به اف سی دوردرخت رفت. وی یک سال بعد نخستین بازی کامل خود را برای باشگاه انجام داد، در باخت ۵-۰ مقابل رودا جی سی .  او اولین کلین شیت خود را در پیروزی ۱-۰ مقابل باشگاه فوتبال تلستار حفظ نمود. 